# Queso de cabra La Collada

Ubicación del concejo de Amieva en Asturias

El queso de Collada es un queso elaborado en la comunidad autónoma del Principado de Asturias, en España.

## Elaboración
Este queso se elabora con leche de cabra pasteurizada.

## Características
Es un queso cilíndrico, de pequeño tamaño. La pasta o interior es de color blanco y la corteza es rugosa de color blanco amarillento o blanco con manchas marrones.

## Zona de elaboración
Se elabora en la localidad de Cirieño en el concejo Amieva